# Albanchez de Mágina
Albanchez de Mágina è un comune spagnolo di 1 446 abitanti situato nella comunità autonoma dell'Andalusia.